# Chiesa di San Carlo Borromeo (Rovereto)
La chiesa di San Carlo Borromeo, o semplicemente San Carlo Borromeo, è una chiesa di Rovereto del XVII secolo, posta in piazza Damiano Chiesa (già piazza San Carlo) a Rovereto.

## Storia

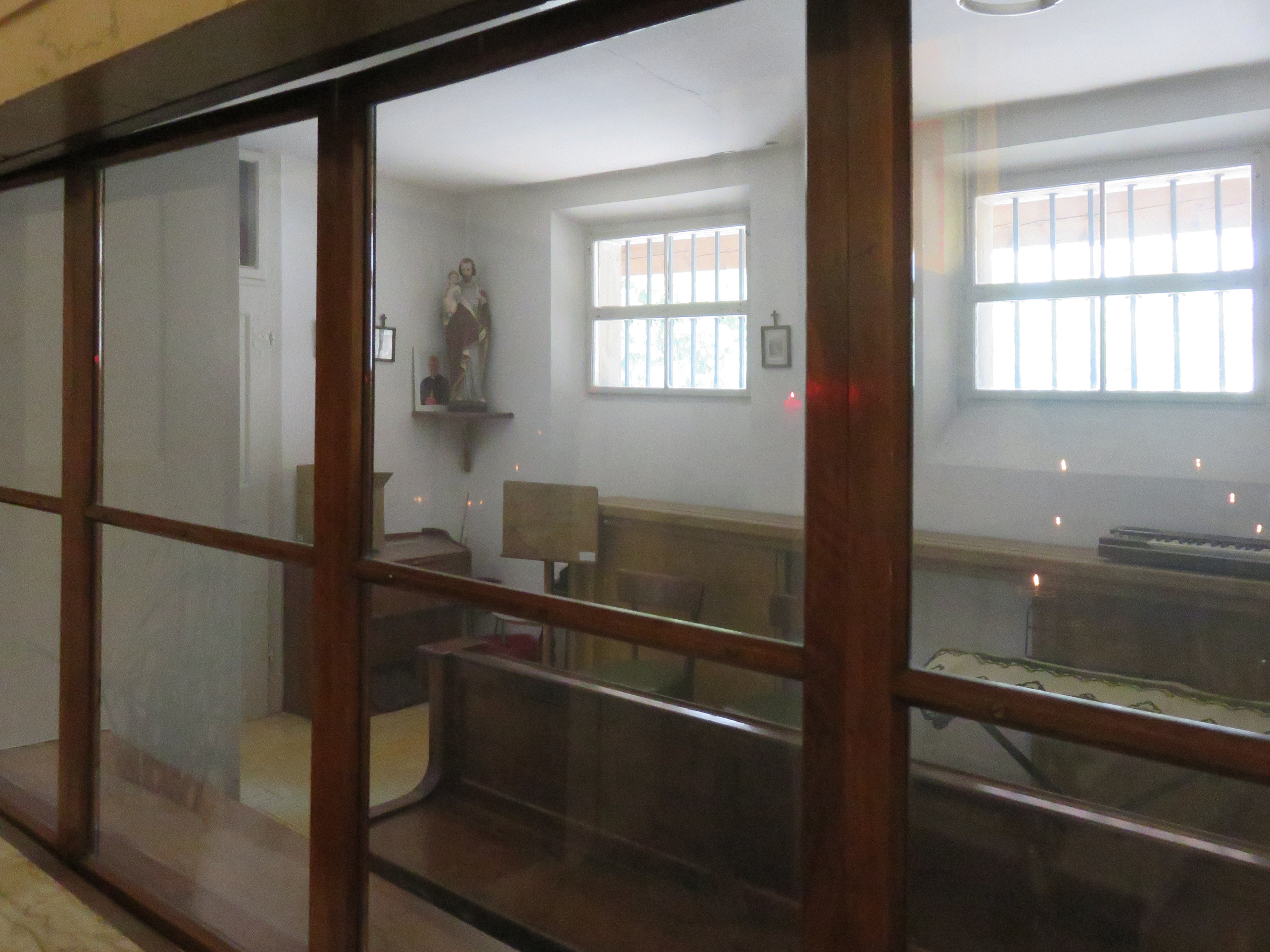
Interno della chiesa. Parte riservata alle monache del monastero.

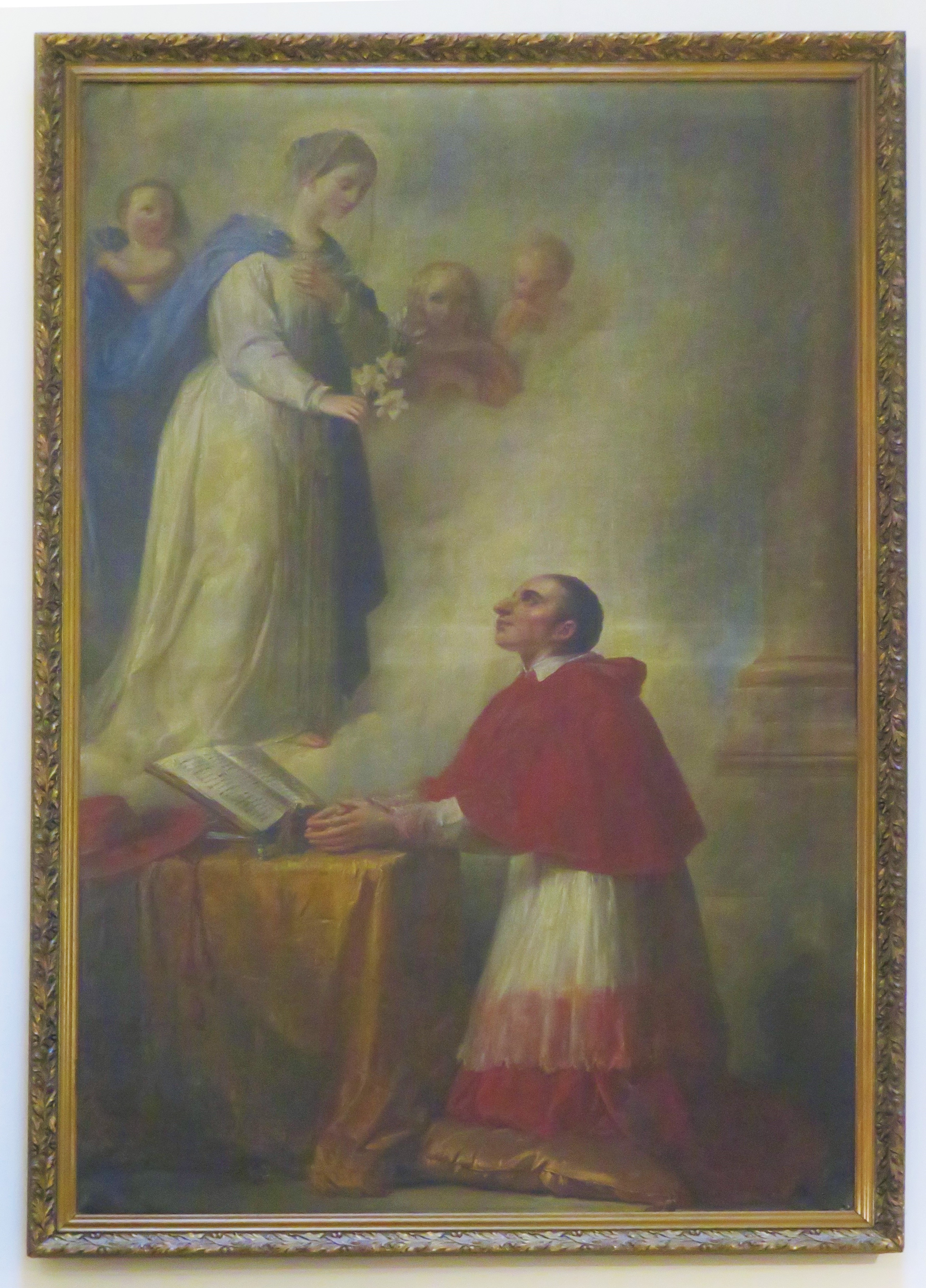
Dipinto con San Carlo Borromeo conservato nella sala

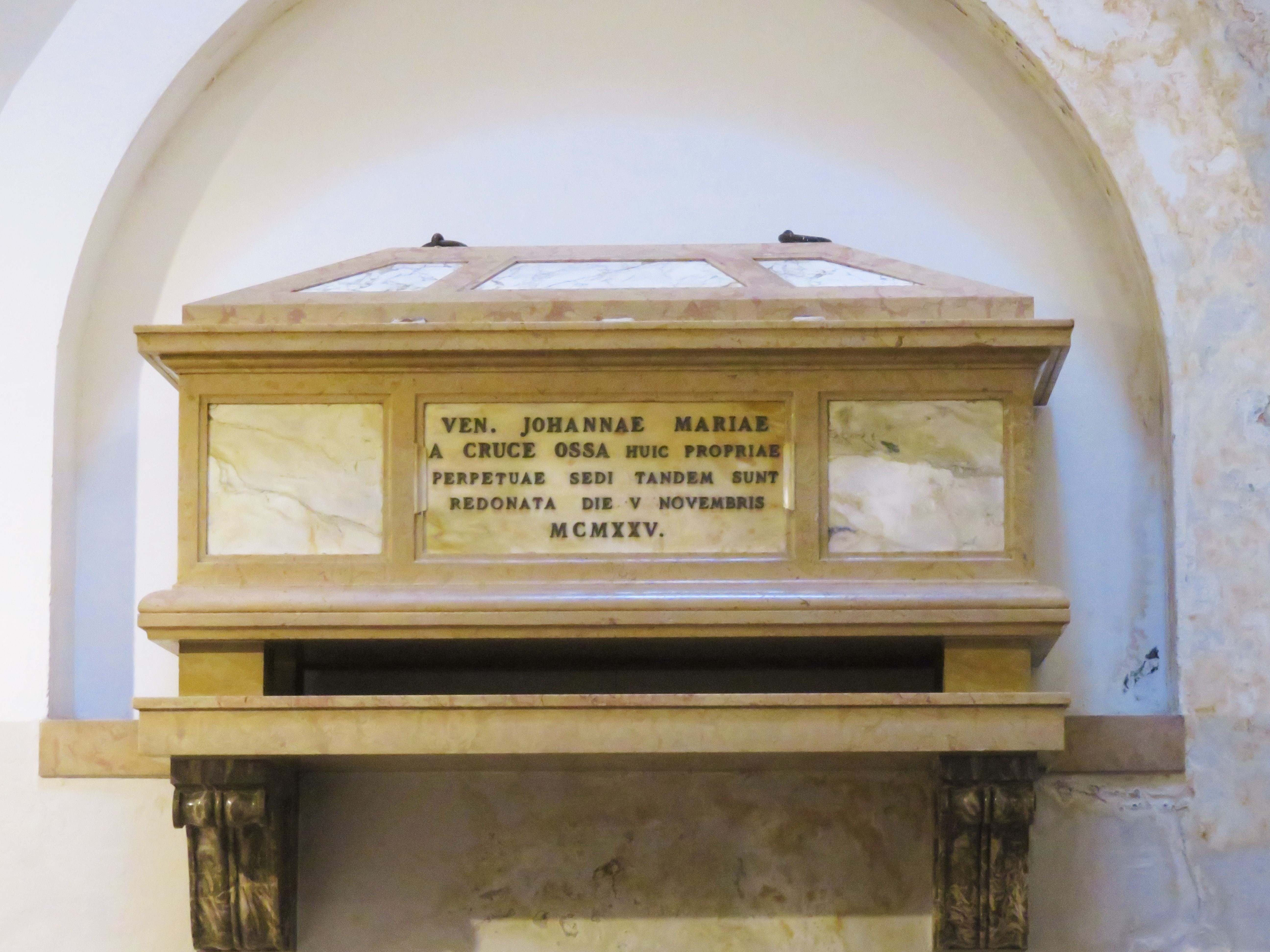
Tomba della venerabile Giovanna Maria della Croce.

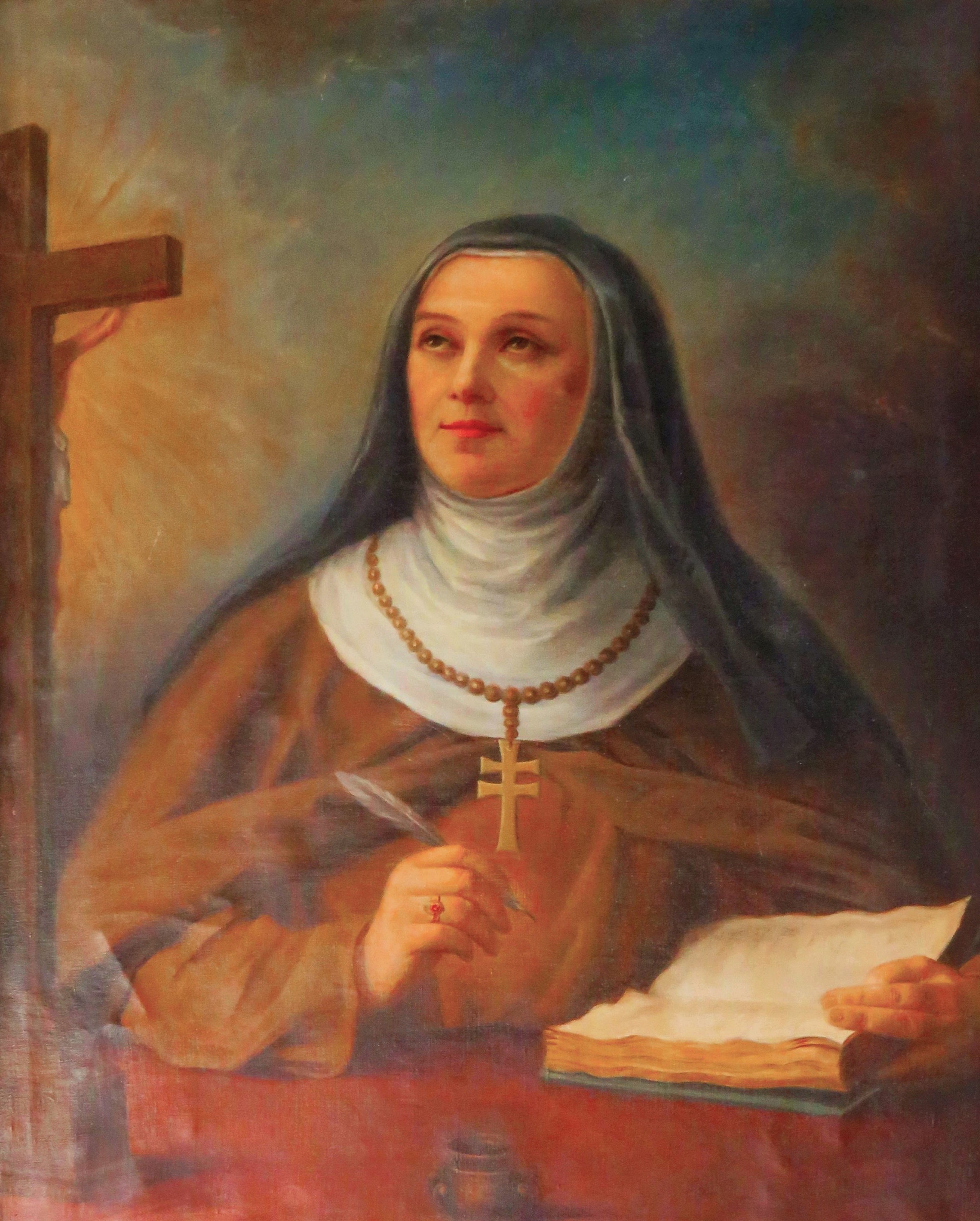
Dipinto presso il Centro Pastorale Beata Giovanna, ex convento in vicolo Conciatori, raffigurante la Venerabile Giovanna Maria della Croce

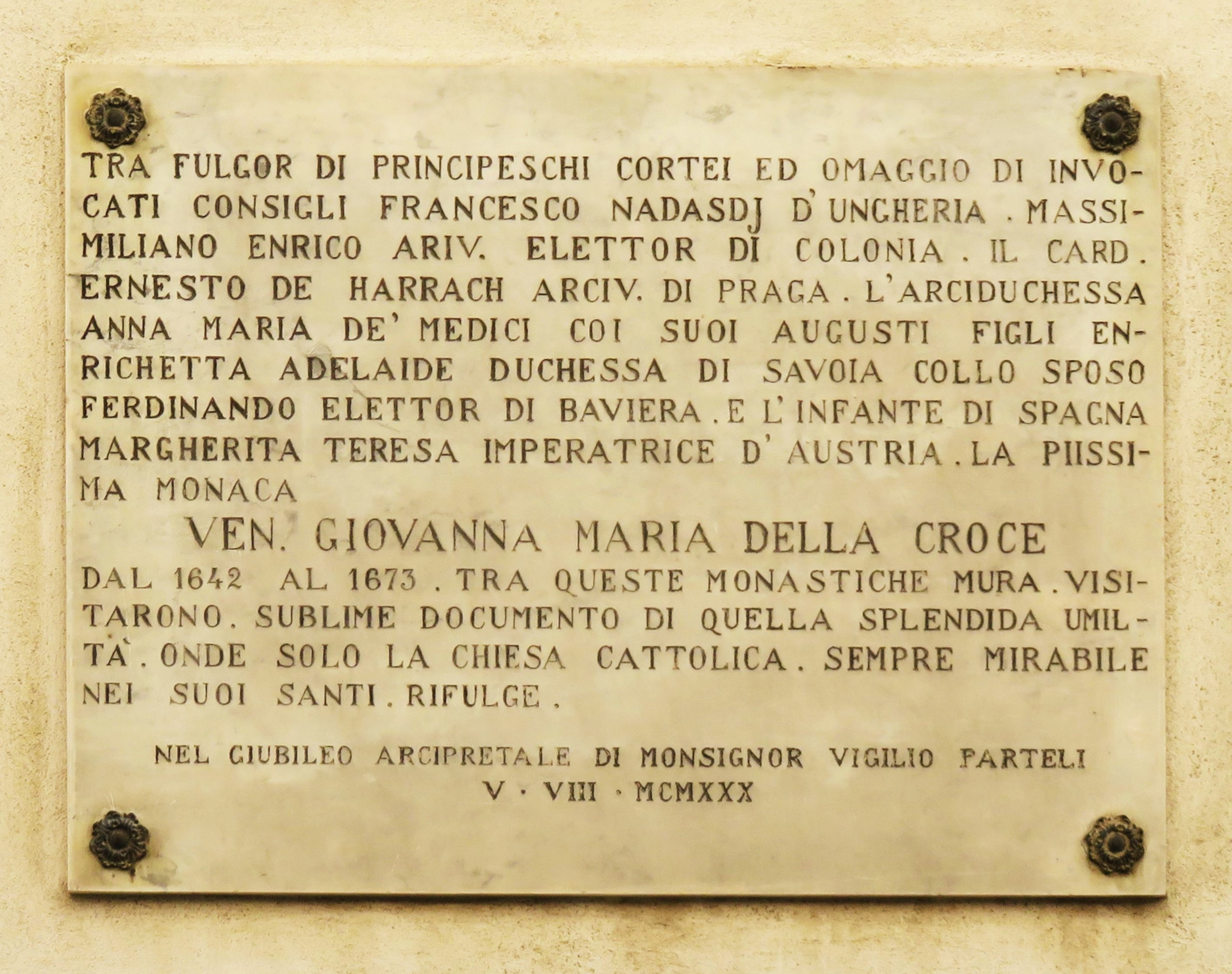
Lapide posta esternamente alla chiesa di San Carlo Borromeo, sulla sua destra, sul muro del convento

Nel 1618 il nobile roveretano Paolo Trentini commissionò la costruzione di questa chiesa nello stesso sito dove prima sorgeva la piccola chiesetta dedicata a Santa Maria del Giglio, risalente al Cinquecento.
Fu gestita, assieme al convento costruito accanto alla chiesa, dalle monache Clarisse, che a Rovereto ebbero come fondatrice dell'ordine la venerabile Giovanna Maria della Croce (al secolo Bernardina Floriani).
La situazione mutò radicalmente quando nel 1782 per disposizione di Giuseppe II l'ordine venne soppresso, il convento chiuso e i suoi beni venduti all'asta. La chiesa cadde in abbandono a lungo sino a quando, nel 1845, venne restaurata e parzialmente ricostruita.

## Descrizione

### Esterni
L'edificio è a pianta quadrangolare. La facciata a tempio classico ha un portale d'ingresso architravato in marmo e sopra di questo presenta una finestra a lunetta.
Il campanile non è molto alto e sorge nella parte sudoccidentale della struttura.

### Interni
All'interno della chiesa è presente l'urna con i resti della venerabile Giovanna Maria della Croce. Sulla destra della sala, ed isolata dalla navata, c'è lo spazio riservato alle monache per assistere separatamente dagli altri fedeli alle funzioni religiose.